# Verein zur Förderung der Luftschifffahrt

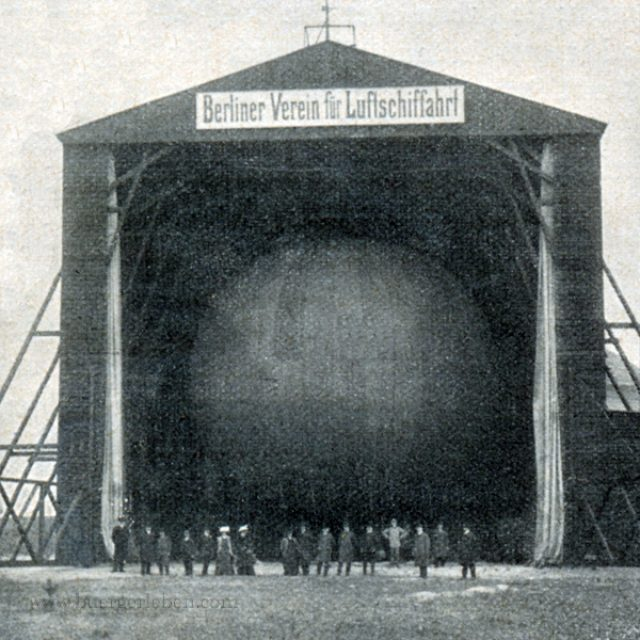
Ballonhalle des Berliner Vereins für Luftschifffahrt in Schmargendorf

Der am 8. September 1881 gegründete Deutsche Verein zur Förderung der Luftschifffahrt war die erste luftfahrttechnische Organisation Deutschlands und führte später zur Einrichtung des preußischen Luftschiff-Detachements. Ab 1889 wurde die Schreibweise in Deutscher Verein zur Förderung der Luftschiffahrt geändert, es folgten die Namensänderungen in Deutscher Verein für Luftschiffahrt im Jahr 1900 und im Jahre 1903 in Berliner Verein für Luftschiffahrt, der bis 1931 bestand.

## Gründung
Bestärkt durch die Erfahrungen des französischen Balloneinsatzes während der Belagerung von Paris im Deutsch-Französischen Krieg 1870/71, setzte sich der Berliner Schriftsteller Wilhelm Angerstein maßgeblich für die Gründung des Vereins ein. Auf der konstituierenden Sitzung wurde er daraufhin zum Vorsitzenden gewählt. Das anfängliche Ziel, sich mit der Lenkbarmachung des Luftschiffes zu beschäftigen, erweiterte sich mit der anwachsenden Mitgliederzahl auf wissenschaftliche Untersuchungen.

### Vereinszeitschrift

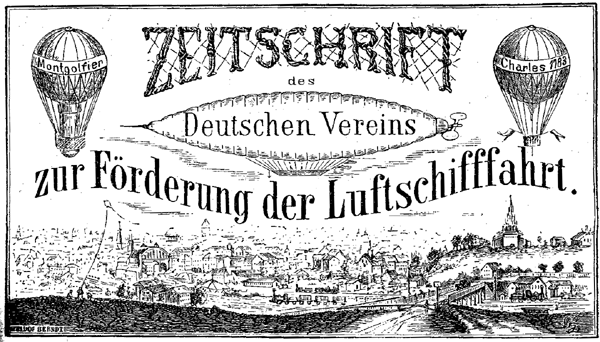
Titel der ersten deutschen Luftfahrt-Zeitschrift

Ab 1882 erschien als erste deutsche Fachzeitschrift für Luftfahrt die Zeitschrift des Deutschen Vereins zur Förderung der Luftschifffahrt, ab 1888 unter dem Titel Zeitschrift für Luftschifffahrt. Der Flugtechnische Verein Wien wurde später Mitherausgeber, ab 1890 war die Zeitschrift auch Vereinsorgan des Münchner Vereins für Luftschifffahrt. 1892 änderte sich der Titel in Zeitschrift für Luftschiffahrt und Physik der Atmosphäre.
Der Verein nahm ab 1900 die Zeitschrift Illustrierte Aeronautische Mitteilungen als Vereinsorgan an, die mit dem Untertitel Deutsche Zeitschrift für Luftschifffahrt erschien.

### Mitglieder und Aktivitäten
Zu den Mitgliedern zählten die Luftschiffpioniere Paul Haenlein und Friedrich Hermann Wölfert, die Meteorologen Richard Aßmann, Arthur Berson und Reinhard Süring, die Militärluftschiffer Hans Bartsch von Sigsfeld und Georg von Tschudi sowie der Gleitflugzeug-Pionier Otto Lilienthal.
Von 1888 bis 1899 führte der Verein eine Serie von 65 bemannten und 29 unbemannten Ballonaufstiegen durch, die als Berliner wissenschaftlichen Luftfahrten wertvolle Resultate lieferten, vor allem auf dem Gebiet der Meteorologie.
Historische Zeitschriften belegen z. B. Ballonfahrten mit den vereinseigenen Ballonen Hildebrandt und Tschudi, benannt nach den Vereinsmitgliedern Alfred Hildebrandt und Georg von Tschudi. 

### Luftschiffhalle
Der Verein besaß mehrere Luftschiffhallen, eine davon stand an der Gasanstalt in Berlin-Schmargendorf. Sie wurde nach 1879 erbaut.

### Umbenennung des Vereins und Neuwahlen

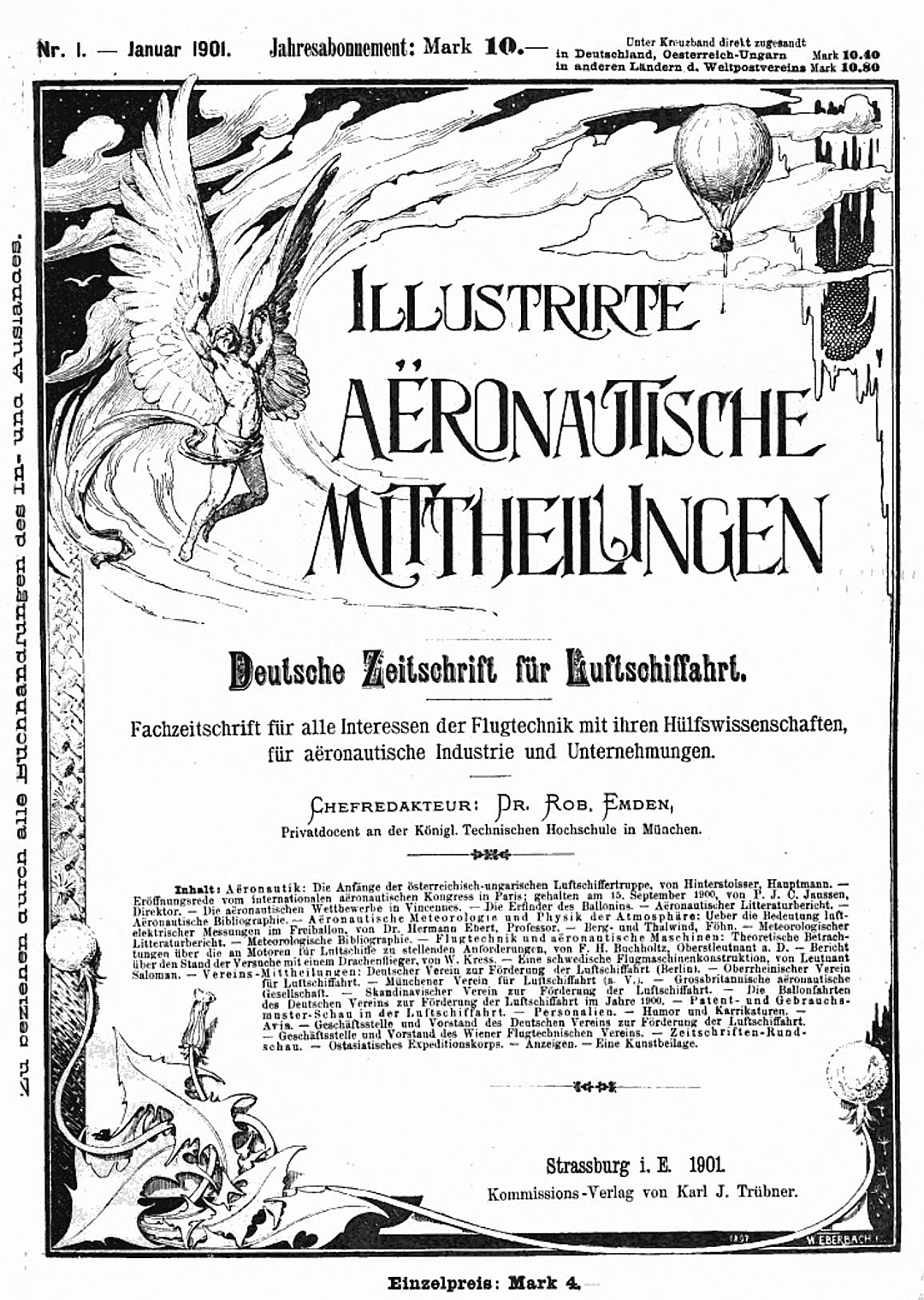
Illustrierte Aeronautische Mitteilungen als neue Vereinszeitschrift 1901-01

Am 17. Dezember 1900 beschlossen die Mitglieder den Deutschen Verein zur Förderung der Luftschiffahrt in Deutscher Verein für Luftschiffahrt umzubenennen. Die Neuwahlen zum Vorstand fanden in der Vereinssitzung vom 21. Januar 1901 statt. Als Vereinszweck wurde festgelegt: „...die Luftschiffahrt in jeder Weise zu fördern, sowie darauf hinzuarbeiten, dass die Lösung des Problems zur Herstellung lenkbarer Luftschiffe mit allen Kräften unterstützt wird, im besonderen aber eine permanente Versuchsstation zu unterhalten….“

### Der alte Vorstand bis 1901
Deutscher Verein zur Förderung der Luftschiffahrt, Geschäftsstelle Berlin, Georgenstraße 13, Telefon-Amt I Nr. 4472  
- Vorsitzender: Richhard Assmann, Professor und Geheimer Regierungs-Rat, Abteilungs-Vorsteher im königlich meteorologischen Institut des aeronautischen Observatoriums Berlin, Reinickendorf West
  - Stellvertreter des Vorsitzenden: Hans Gross, Hauptmann und Kompanie Chef im Telegraphen Bataillon Nr. 1 in Berlin, Markusstraße 3
- Schriftführer: Alfred Hildebrandt, Oberleutnant in der Luftschiffer Abteilung Berlin-Schöneberg, Bahnhofstr. 9, Telefon-Amt IX Nr. 5409
  - Stellvertreter des Schriftführers: Eschenbach, Rechtsanwalt beim Kammergericht und Direktor der brandenburgischen Provinzial Genossenschaft Berlin, Schützenstraße 52, Telefon-, Amt I Nr. 1526
- Vorsitzender des Fahrtenausschusses: Georg von Tschudi Hauptmann in der Luftschiffer Abteilung Berlin, Belle Alliance Straße 33, Telefon-Amt IX
- Schatzmeister: Otto Fiedler, Privatier, Berlin Georgenstraße 13
  - Stellvertreter des Schatzmeisters: Otto Larass, Kaufmann Berlin, Claudiusstraße 18[6]

## Deutscher Verein für Luftschiffahrt

### Der neue Vorstand ab 1901
Deutscher Verein für Luftschiffahrt, Geschäftsstelle Berlin, Georgenstraße 13, Telefon-Amt I Nr. 4472 
- Vorsitzender Carl Busley, Professor und Geheimer Regierungsrat, Berlin, Kronprinzenufer 2 
  - Stellvertreter des Vorsitzenden: Eduard von Pannewitz, Oberstleutnant, Chef des Generalstabes des III. Armee Korps Berlin, Eislebener Straße 8
- Bestätigt als Schriftführer: Alfred Hildebrandt, Oberleutnant in der Luftschiffer Abteilung Berlin-Schöneberg, Bahnhofstrasse 9, Telefon-Amt IX Nr. 5409
  - Bestätigt als Stellvertreter des Schriftführers: Eschenbach, Rechtsanwalt am Kammergericht Berlin, Schützenstraße 52
- Bestätigt als Vorsitzender des Fahrtenausschusses: Georg von Tschudi, Hauptmann in der Luftschiffer Abteilung Charlottenburg, Berlinerstraße 46 Telefon Charlottenburg Nr. 1571 und Amt IX Nr. 5409
- Bestätigt als Schatzmeister: Otto Fiedler, Privatier aus Berlin, Georgenstraße 13, Telefon-Amt I Nr. 4472 und Steglitz Nr. 14 
  - Stellvertreter des Schatzmeisters: Richard Gradenwitz, Fabrikbesitzer aus Berlin, Tauentzienstraße 19a, Telefon-Amt IX Nr. 5473

Ehrenmitglieder
- Richard Assmann
- Graf von Zeppelin
- Hauptmann Hans Gross
- Korvettenkapitän Wilhelm von Lans
- Arthur Berson
- Leutnant von Schulz[3][4]

## Berliner Verein für Luftschiffahrt

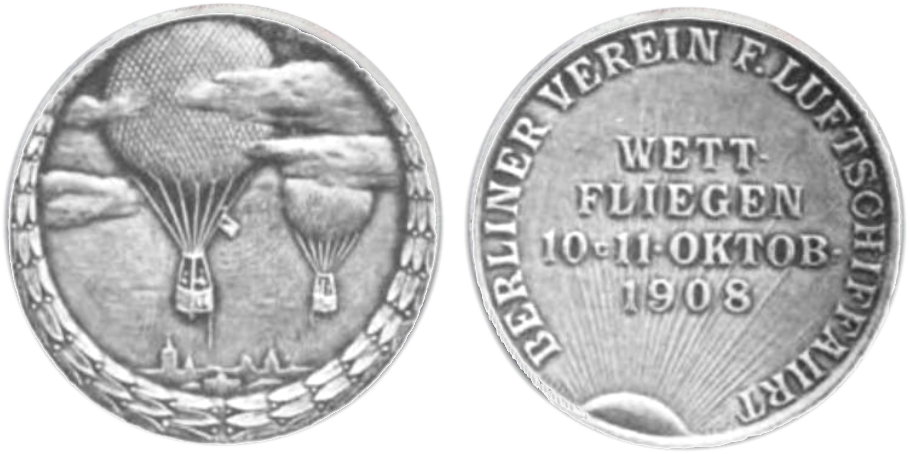
Erinnerungsplakette des Berliner Vereins für Luftschiffahrt (1908)

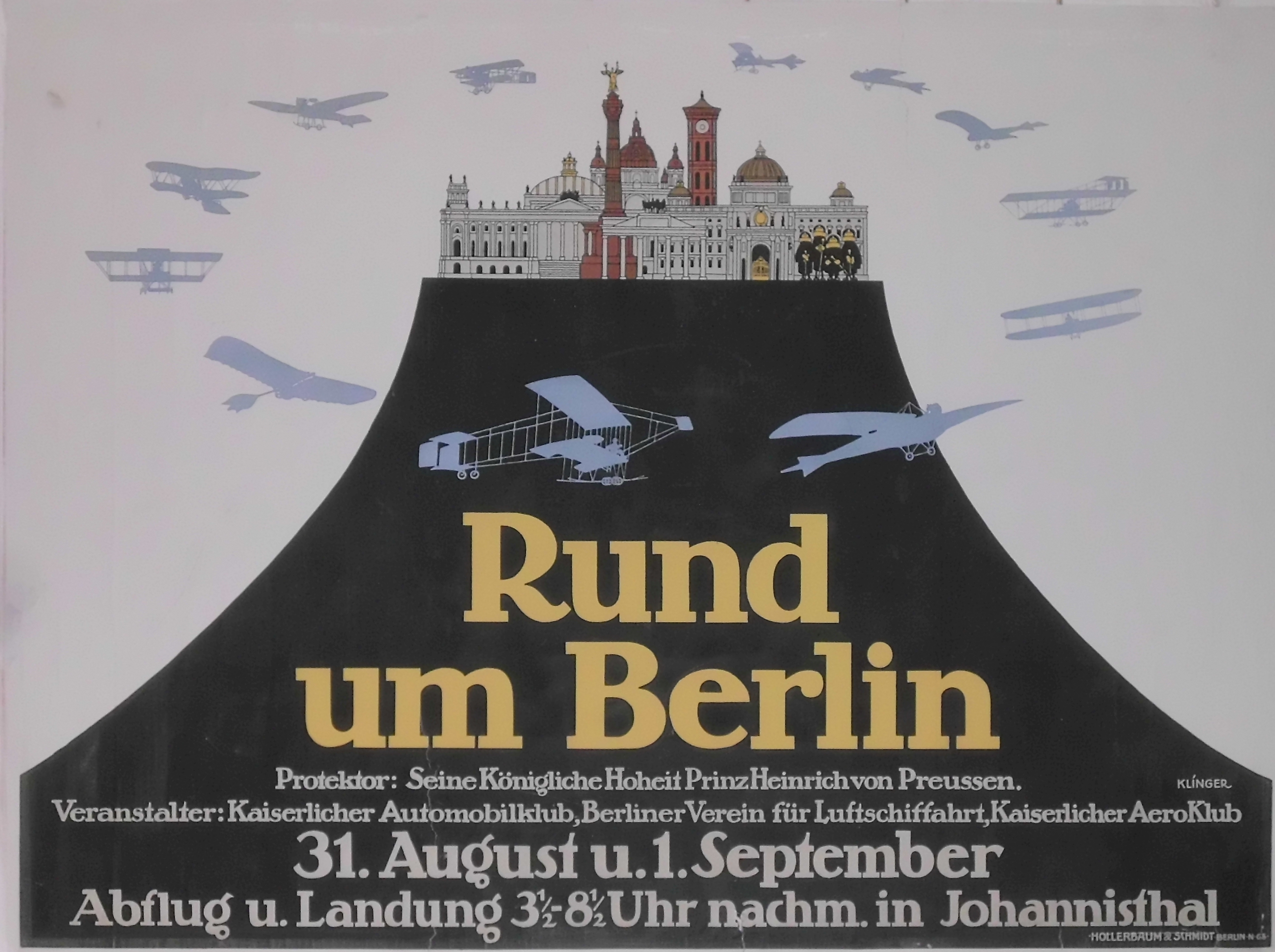
Fliegermeeting Rund um Berlin (1912), Veranstalter: Berliner Verein für Luftschiffahrt, Kaiserlicher Automobilclub und Kaiserlicher Aero-Club (1912)

Auf Beschluss der Vereinsversammlung am 23. Februar 1903 wurde der Deutsche Verein für Luftschiffahrt in Berliner Verein für Luftschiffahrt umbenannt.

### Der Vorstand 1903
Berliner Verein für Luftschiffahrt, neue Geschäftsstelle in Berlin 14, Dresdenerstraße 38, Telefon-Amt IV Nr. 9779
- Vorsitzender: Carl Busley, Professor und Geheimer Regierungsrat, Berlin  40, Kronprinzenufer 2 pt. Telefon-Amt II Nr. 3253
  - Stellvertreter des Vorsitzenden: Georg von Tschudi, Hauptmann und Lehrer im Luftschiffer Bataillon Charlottenburg II, Berlinerstraße 46, Telefon-Amt Charlottenburg 2066
- Schriftführer: Alfred Hildebrandt, Oberleutnant im Luftschiffer Bataillon, Berlin 65, Seestraße 61, Telefon-Amt Reinickendorf 158
  - Stellvertreter des Schriftführers: Reinhard Süring, Dr. phil., Abteilungs-Vorsteher im Meteorologischen Institut Friedenau bei Berlin, Ringstraße 7 II
- Vorsitzender des Fahrtenausschusses: Neumann, Hauptmann und Kompanie Chef im Luftschiffer Bataillon Charlottenburg, Kantstraße 53, Telefon-Amt Reinickendorf 158
- Schatzmeister: Richard Gradenwitz, Fabrikbesitzer, Berlin 14, Dresdenerstraße 38, Telefon-Amt IV, Nr. 9779
  - Stellvertreter des Schatzmeisters: Otto Broeking, Rittmeister a. D., Berlin 14, Dresdenerstraße 38, Telefon-Amt IV, Nr. 9779

Fahrtenausschuss
- Vorsitzender: Hauptmann Neumann
  - Stellvertreter: Oberleutnant Solff
- Schatzmeister: Richard Gradenwitz

Redaktionsausschuss
- Vorsitzender: Hauptmann Georg von Tschudi 
  - Stellvertreter: Oberleutnant Alfred Hildebrandt
    - Redakteure: Dr. Reinhard Süring, Schriftsteller Foerster

Bücherverwalter
- George, Leutnant im Luftschiffer Bataillon Reinickendorf, Kaserne des Luftschiffer Bataillons, Telefon-Amt Reinickendorf 158[9]

## Die Vereinszeitschriften (Auswahl)
- 1882 Wilhelm Angerstein: Zeitschrift des Deutschen Vereins zur Förderung der Luftschiffahrt I. Jahrgang. W.H. Kühl, Berlin 1882 (google.de).
- 1883 Wilhelm Angerstein: Zeitschrift des Deutschen Vereins zur Förderung der Luftschiffahrt II. Jahrgang. W.H. Kühl, Berlin 1883 (google.de).
- 1885 Zeitschrift des Deutschen Vereins zur Förderung der Luftschiffahrt IV. Jahrgang. W.H. Kühl, 1885 (google.de).